# L'Agent
Pour plus de détails, voir Fiche technique et Distribution.
L'Agent (titre original : Il vigile) est un film italien réalisé par Luigi Zampa et sorti en 1960.

## Synopsis
C'est l'intrépidité d'un fils - il sauve de la noyade le rejeton d'un adjoint municipal - qui permet à un père, Otello Celletti (Alberto Sordi), jusque-là exposé à l'oisiveté et la raillerie quotidiennes, de retrouver une parcelle de fierté. En guise de reconnaissance, le Maire de la commune (Vittorio De Sica), lui propose en effet un poste d'agent de la circulation. Désormais, à bord de son engin motorisé, Otello peut parader avec une once de suffisance. Les circonstances semblent d'ailleurs lui sourire : le voici capable d'aider la célèbre actrice Sylva Koscina à sortir d'un mauvais pas. Celle-ci n'était pas en mesure de lui fournir les papiers de son véhicule. Plus tard, la star évoque cet incident malencontreux dans un film. Apprenant ce fait, le Maire tempête et admoneste sévèrement Otello. Dès lors, l'agent modifie son attitude se transformant en un policier zélé et implacable, apparemment incorruptible. Ainsi, le Maire lui-même, pris en flagrant délit d'excès de vitesse, ne pourra amoindrir l'inflexibilité d'Otello. Pensant, en outre, qu'il s'agirait peut-être d'un test pour jauger son intégrité, Otello applique le règlement sans faiblesse. Vexé, et, surtout furieux parce que l'événement pourrait révéler une relation clandestine et coupable, l'édile municipal licencie l'acharné. L'affaire se propage et provoque un scandale que les opposants au Maire s'empressent d'ébruiter à des fins politiques...

## Fiche technique
- Titre français : L'Agent ou  Le Motard ou L'Agent de la circulation[2]
- Titre original : Il vigile[3]
- Réalisation : Luigi Zampa
- Scénario : Ugo Guerra, Rodolfo Sonego, L. Zampa
- Assistant réalisation : Paolo Bianchini
- Photographie : Leonida Barboni - Noir et blanc
- Musique : Piero Umiliani
- Son : Raffaelle Del Monte, Biagio Fiorelli
- Décors : Flavio Mogherini, Emilio D'Andrea
- Costumes : Vera Marzot
- Montage : Otello Colangeli
- Production : Guido Giambartolomei - Royal Film (Rome)
- Pays d'origine : Italie
- Genre : Comédie
- Dates de sortie :
  - Italie : 16 novembre 1960
  - France : 10 juin 1964[2] ; ressorti le 23 novembre 2016 en version restaurée et complète[2]

## Distribution
- Alberto Sordi : Otello Celletti, l'agent
- Vittorio De Sica : le Maire
- Mara Berni : Luisa
- Marisa Merlini : Amalia Celletti
- Franco Di Trocchio : Remo
- Nando Bruno : Nando
- Riccardo Garrone : le lieutenant de gendarmerie
- Lia Zoppelli : l'épouse du Maire
- Mario Riva : dans son propre rôle
- Sylva Koscina : dans son propre rôle
- Carlo Pisacane : le père d'Otello
- Giulio Calì : le vieux berger

## Autour du film
- Initialement distribué dans une version censurée, Il vigile de Luigi Zampa a été récemment restauré et rétabli sans les coupures d'origine par Sky et la Cineteca di Bologna. Le film n'avait pas fait l'objet d'une diffusion commerciale en France. Beaucoup de spectateurs de ce pays l'ont notamment découvert lors de la rétrospective de la Cinémathèque française consacrée à Luigi Zampa (27 janvier au 14 mars 2016).
- Le récit d'Il vigile se situe approximativement dans les environs de Rome - en réalité, le tournage s'est effectué à Viterbe (Latium) - et les producteurs avait fait figurer, par précaution, la mention liminaire : « Toute référence à des événements réels est purement fortuite. » Ce qui induisait l'idée que Luigi Zampa, fidèle à sa coutume, avait sûrement puisé son inspiration dans la réalité. Ne déclarait-il pas, en d'autres circonstances : « J'explorais les faits divers. En général, les choses qui me faisaient le plus bondir étaient celles qui me donnaient le plus envie de faire un film »[4] ?
- La réussite d'Il vigile — commerciale (5,75 millions d'entrées pour la saison italienne 1960-61) et critiques favorables — est le résultat d'une conjonction artistique heureuse, celle de trois talents complémentaires réunis : un réalisateur (Luigi Zampa), un scénariste (Rodolfo Sonego) et un acteur (Alberto Sordi). Sonego qui, évoquant Sordi, affirmait ceci : « J'ai rencontré en lui non un intellectuel, mais un acteur ouvert à toutes les suggestions, un peu fou, capable de la moquerie la plus inouïe, et doué d'une bonne dose de méchanceté naturelle »[5].
- Quoi qu'il en soit, Il vigile s'inscrit dans le cadre de cet essor de la comédie à l'italienne et « l'avènement d'une autre société dans les années 1960. Les intentions satiriques de Zampa prennent alors une nouvelle dimension pour railler alternativement les Italiens et leurs hommes politiques, les mœurs privées et publiques. […] Mais à travers cette histoire […] le réalisateur pointe aussi la paresse de ses compatriotes habitués à tout attendre des pouvoirs publics »[6].